# Синяя Гора (Воложинский район)
Си́няя Гора́ (бел. Сі́няя Гара́) — деревня в Воложинском районе Минской области Беларуси. Входит в состав Вишневского сельсовета.
Расположена на берегу Западной Березины в 18 км к северо-западу от Воложина. Вблизи деревни проходит железная дорога Молодечно — Лида.
До 25 мая 1967 года деревня входила в состав Богдановского сельсовета, до 30 октября 2009 года — в состав Подберёзовского сельсовета.